# Universidad de Carolina del Norte en Charlotte
La Universidad de Carolina del Norte en Charlotte (University of North Carolina at Charlotte en inglés), también conocida como UNC Charlotte, UNCC, o Charlotte, es una universidad pública ubicada en Charlotte, Carolina del Norte (Estados Unidos).
Fundada en 1946, forma parte del grupo de universidades de la Universidad de Carolina del Norte.
Ofrece 90 programas de grado, 63 de máster y 20 de doctorado en sus 9 facultades:
- College of Arts and Architecture
- College of Liberal Arts and Sciences
- Belk College of Business
- College of Computing and Informatics
- College of Education
- William States Lee College of Engineering
- College of Health and Human Services
- Honors College
- University College

## Campus
Tiene tres campus: Charlotte Research Institute Campus, Center City Campus, y el campus principal, en el barrio de University City, a 10 millas (16 km) del centro de Charlotte, que ocupa 1000 acres de terreno arbolado y tiene 75 edificios.

## Deportes
Charlotte compite en la Conference USA de la División I de la NCAA.